# ルオ語
ルオ語（ルオご、Dholuo）は、ナイル・サハラ語族の西ナイル語群に属する言語である。話者はケニアニャンザ州やタンザニア北西部などに主に居住するルオ族の人々である。その話者数はおよそ300万人であり、地域としてはビクトリア湖東岸の一部およびそこから南の地域である。ルオ語は、ケニア放送株式会社 (KBC) などで放送に使用されている。
ルオ語はウガンダのランゴ語、アチョリ語、ジョパドラ語 (Japadhola/Dhopadhola) と言語分類的に近い関係にある。スーダンで話される西ナイル語群のルウォ語(Luwo)と混同してはいけない。ウガンダではランゴ語、アチョリ語などのナイル系南部ルオ諸語をルオ語と呼ぶが言語学的に厳密に分けたい時には違いがあるので注意の必要がある。